# Радужный (Московская область)
Ра́дужный  — посёлок в Московской области России. Входит в городской округ Коломна. Бывший административный центр сельского поселения Радужное Коломенского района. Находится в одном километре от города Коломна, между правым берегом реки Москва и Новорязанским шоссе. Население — 2655 чел. (2014).
Посёлок из пятиэтажных домов построен вокруг ВНИИ Радуга, занимающегося разработкой установок для орошения.
В 1994—2006 годах — центр Никульского сельского округа.

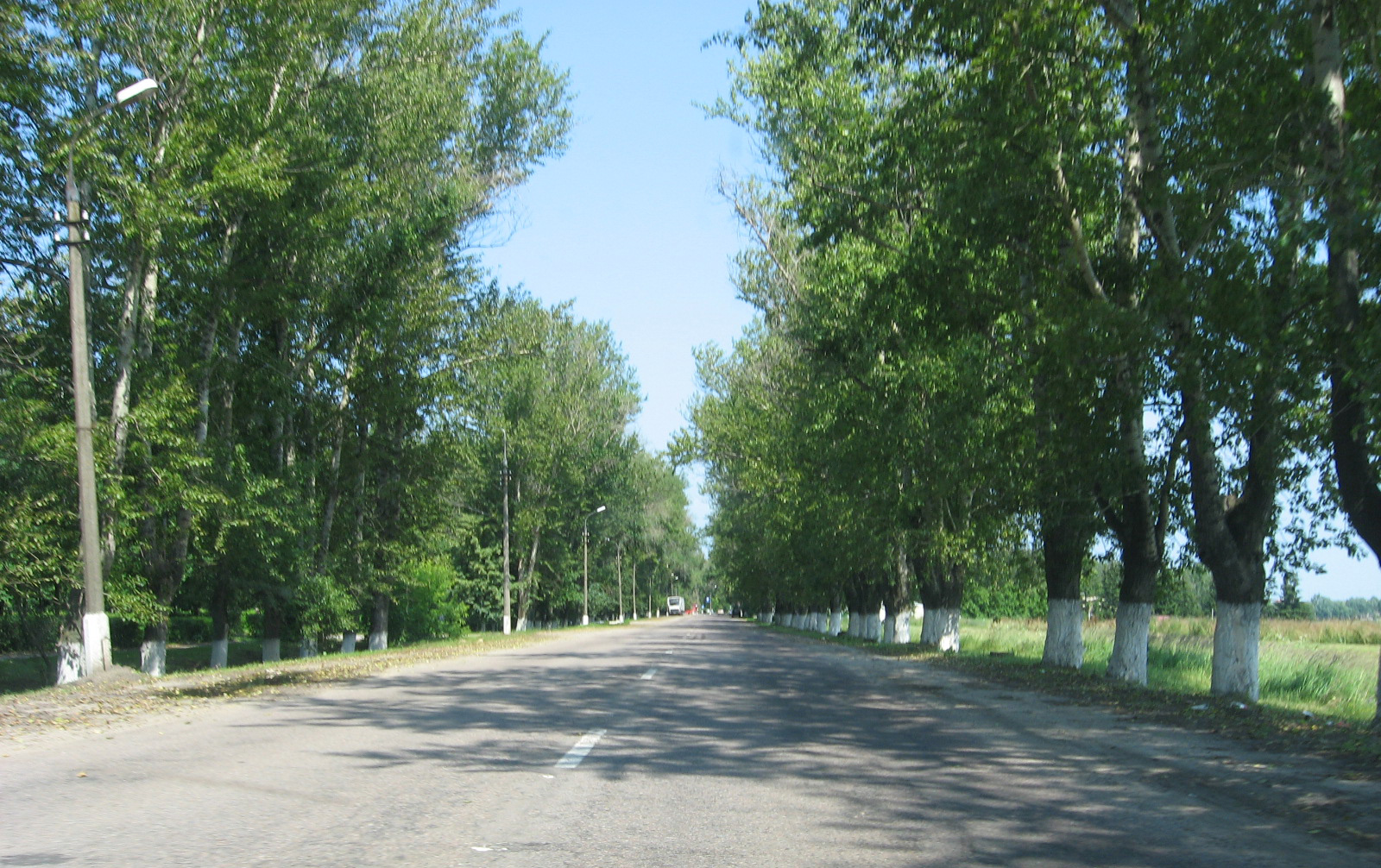
улица в посёлке

## Население
| 2002 | 2006  | 2010  | 2014  |
| ---- | ----- | ----- | ----- |
| 2709 | ↗2779 | ↘2646 | ↗2655 |